# Wu Meijin
Dans ce nom chinois, le nom de famille, Wu, précède le nom personnel.
Wu Meijin, né le 25 avril 1980 à Ruian, Zhejiang, est un haltérophile chinois.

## Biographie
Il participe aux Jeux olympiques d'été de 2004 dans la catégorie des moins de 56 kilogrammes masculins et remporté la médaille d'argent en soulevant 287,5 kilogrammes au total. Il est champion du monde en 2002 et 2003. Il est désormais l'entraîneur exécutif de Li Wenwen, championne des super-lourds féminins aux Jeux Olympiques de Tokyo 2020.